# Wigbert Wicker
Wigbert Wicker (* 1939 in Stadtallendorf, Hessen) ist ein deutscher Drehbuchautor und Filmregisseur.

## Leben
Wickers erster Drehbuch- und Regieerfolg war die Kriminalkomödie Car-napping – bestellt – geklaut – geliefert (1980), die 2,6 Millionen Besucher im Kino und 14 Millionen Menschen Fernsehzuschauer hatte. Wicker lebte mit seiner Lebensgefährtin und seiner Tochter in Niedereck und in München.

## Filmografie
- 1973: Libero
- 1980: Car-napping – bestellt – geklaut – geliefert
- 1980: Achtung Zoll! (diverse Folgen)
- 1982: Jägerschlacht
- 1984: Pogo 1104
- 1986: Nägel mit Köpfen
- 1986: Didi auf vollen Touren
- 1989: Dick Francis: In the Frame (TV)
- 1989: Petticoat – Geschichten aus den Fünfzigern (Fernsehserie)
- 1992: Glückliche Reise (zwei Folgen)
- 1993: Ein Bayer auf Rügen (diverse Folgen)
- 1994: Lutz & Hardy (diverse Folgen)
- 1995: Freunde fürs Leben (diverse Folgen)
- 1995: Alle meine Töchter (diverse Folgen)
- 1996: Der König (zwei Folgen)
- 1997: Heimatgeschichten (Fernsehserie, eine Folge)
- 1997–1998: Derrick (drei Folgen)
- 1998: Evelyn Hamann's Geschichten aus dem Leben (zwei Folgen)
- 1998–2001: Der Bulle von Tölz (diverse Folgen)